# Renskav

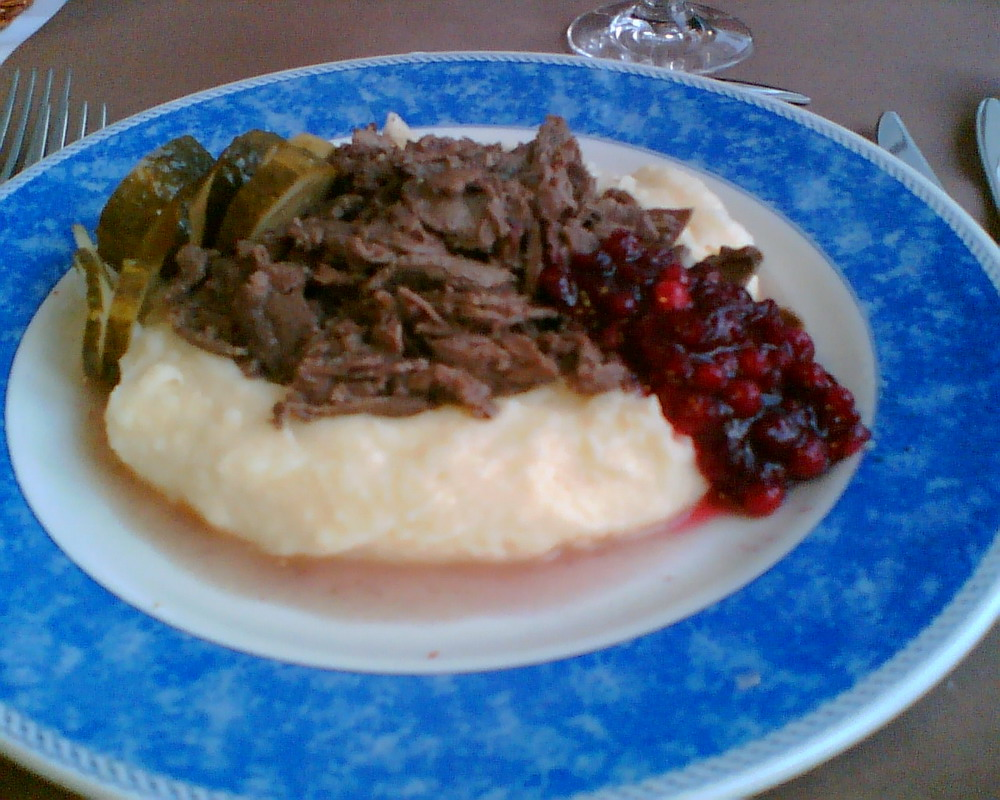
En portion renskav, potatismos, inlagd gurka och rårörda lingon.

Renskav är tunna skivor som skärs från fruset renkött och steks i stekpanna.
Renskav kan serveras stuvad med lök eller svamp till bland annat spagetti, ris, potatis, eller potatismos. Man kan även använda det i en gryta, som fyllning i en paj, eller som smörgåspålägg.
Skav är en traditionell samisk maträtt som har blivit populär i stora delar av Norden.
Skav av kött från älg, rådjur eller kronhjort och blandningar därav kallas viltskav. Skav som görs av fläsk-, lamm- eller nötkött kallas kebabskav och serveras ofta med grönsaker och sås i pitabröd, till pommes frites, ris, bulgur eller potatismos.